# Olympische Sommerspiele 2000/Teilnehmer (Libyen)
| Gelbes Symbol für Goldmedaillen mit stilisierten Olympischen Ringen | Graues Symbol für Silbermedaillen mit stilisierten Olympischen Ringen | Braundes Symbol für Bronzemedaillen mit stilisierten Olympischen Ringen |
| ------------------------------------------------------------------- | --------------------------------------------------------------------- | ----------------------------------------------------------------------- |
| —                                                                   | —                                                                     | —                                                                       |

Libyen nahm an den Olympischen Sommerspielen 2000 in der australischen Metropole Sydney mit drei Athleten teil.
Seit 1964 war es die siebte Teilnahme Libyens an Olympischen Sommerspielen.

## Flaggenträger
Der Taekwondo-Sportler Nizar Mohamed Naeeli trug die Flagge Libyens während der Eröffnungsfeier im Stadium Australia.

## Teilnehmer nach Sportarten

### Judo
- Adel Adili
Halbleichtgewicht – bis 66 kg: ausgeschieden in Runde eins gegen Yukimasa Nakamura aus Japan

### Leichtathletik
- Adel Adili
Marathon: Finale, ohne Zeit ausgeschieden

### Taekwondo
- Nizar Mohamed Naeeli
Federgewicht – bis 67 kg: ausgeschieden in Runde eins gegen Aslanbek Dsitijew aus Russland